# Любичич, Марин (футболист, 2002)
Марин Любичич (хорв. Marin Ljubičić; родился 28 февраля 2002, Сплит) — хорватский футболист, нападающий берлинского «Униона».

## Футбольная карьера
Марин - уроженец хорватского Сплита, самого крупного города Далмации и второго по величине города страны. Воспитанник местной команды Хайдук. После хороших выступлений за юношескую команду в 2020 году дебютировал во второй команде Сплита поединком против команды «Дугополе». Со второй половины сезона 2020/2021 стал привлекаться к тренировкам с основной командой. Дебютировал за неё 2 марта 2021 года в поединке Кубка Хорватии против «Загреба», выйдя на поле на замену на 79-й минуте вместо Умута Найыра.
В чемпионате Хорватии Марин дебютировал 20 марта 2021 года в дерби Далмации против клуба «Шибеник». Марин вышел на замену на 62-й минуте вместо Тонио Теклича и уже спустя 10 минут отличился голом с передачи Марио Вушковича, который стал победным. 29 марта 2021 Марин подписал с «Хайдуком» контракт до 2026 года. Всего в дебютном сезоне провёл 7 встреч, забил 1 мяч.
За успехи в молодёжном возрасте за ним закрепилось прозвище сплитского Мбаппе.